# A2高速公路 (葡萄牙)

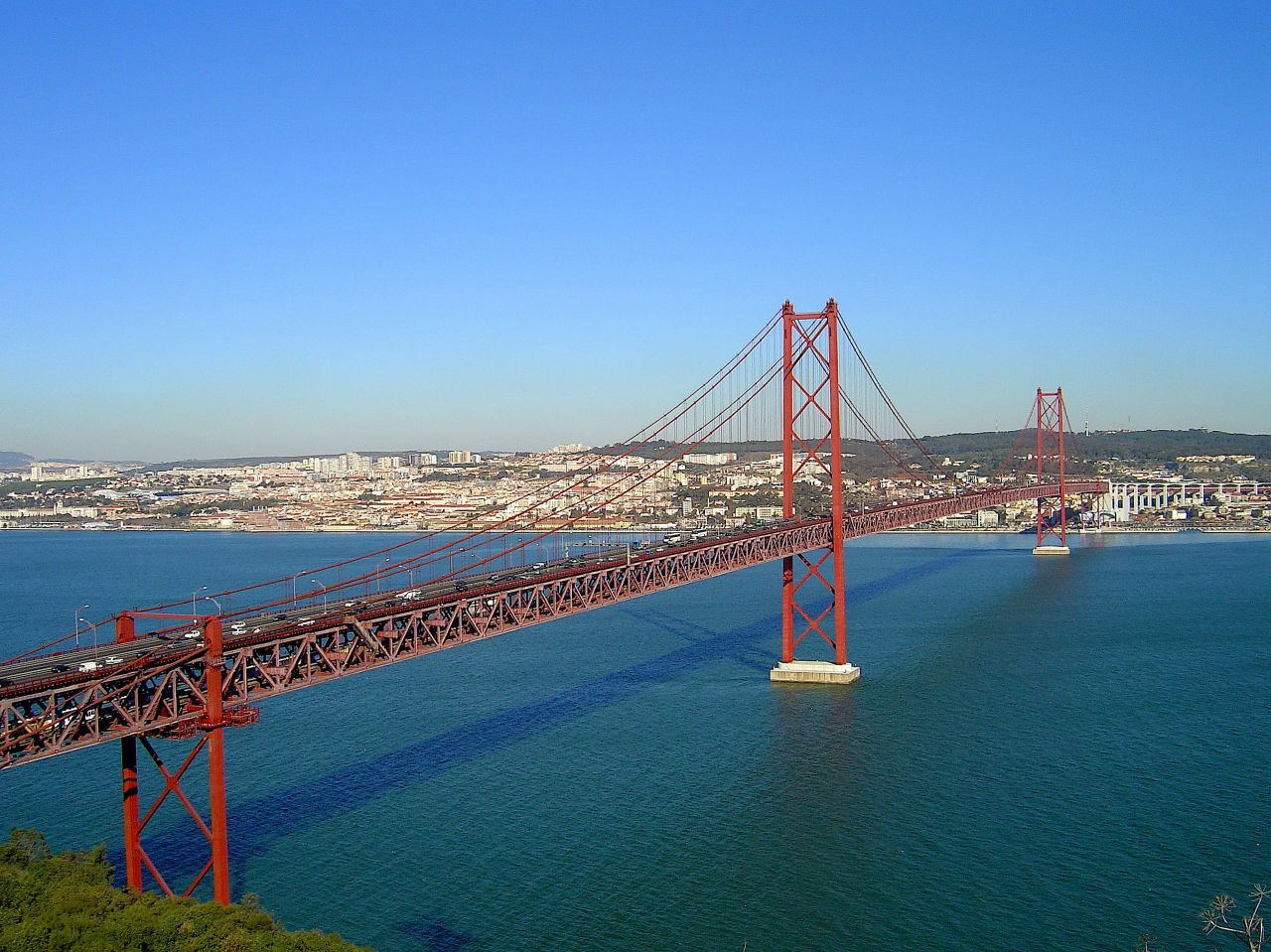
4月25日大橋，公路的起點

A2高速公路（葡萄牙語：A2 Autoestrada），又稱南方高速公路（Auto-Estrada do Sul），是一條連接葡萄牙首都里斯本和南部阿爾布費拉的高速公路，全長240.2公里。設有十五處交流道和六個服務站。
1968年當時稱為薩拉查大橋的4月25日大橋通車，2002年全段通車。全段是歐洲E1公路的一部份。